# Aquila chrysaetos homeyeri

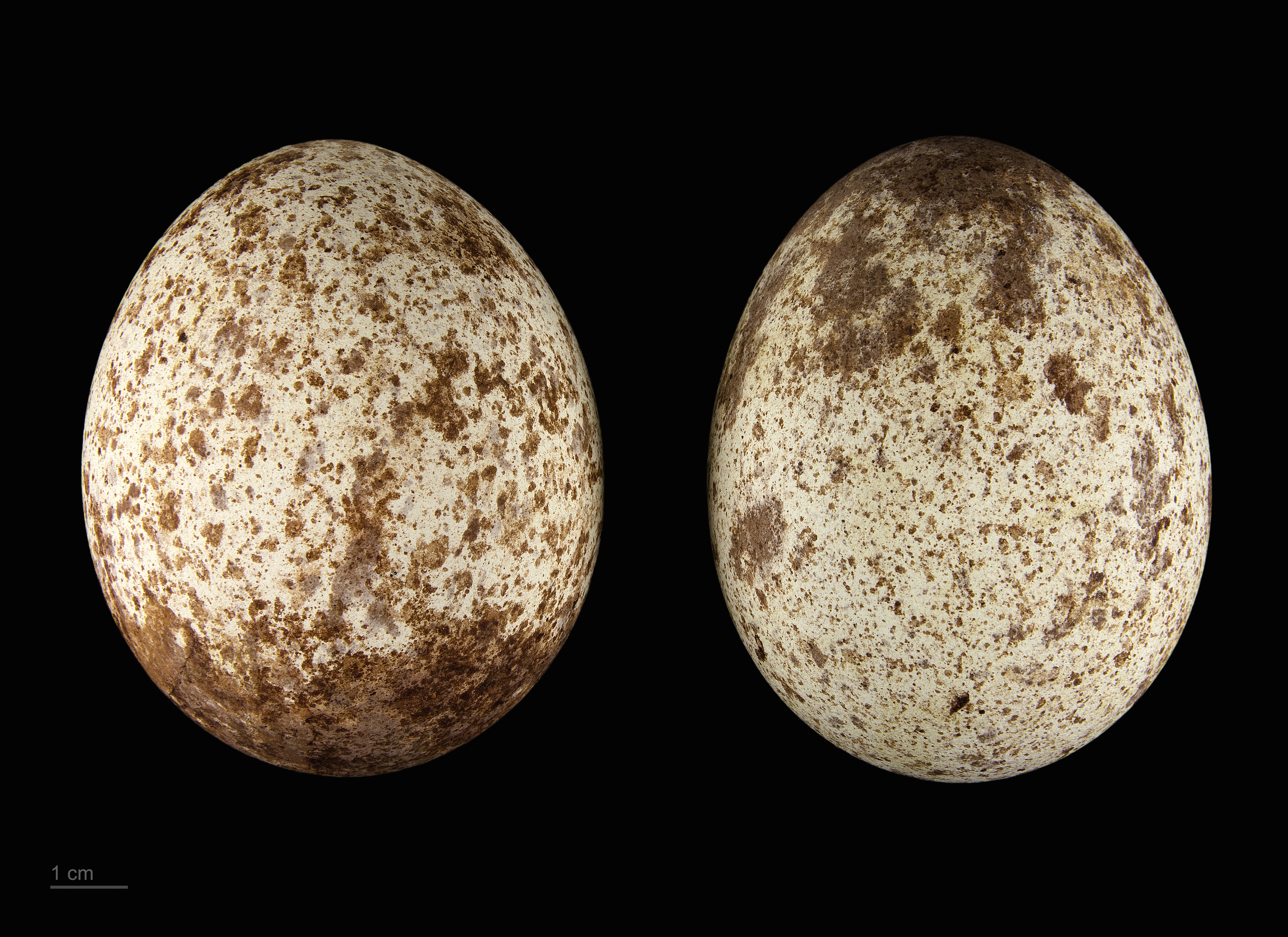
Aquila chrysaetos homeyeri - MHNT

El águila real ibérica (Aquila chrysaetos homeyeri) es la subespecie de águila real que habita la península ibérica. Posee ligeras variaciones, probablemente de origen clinal, en el tamaño, que es menor, y en la coloración más oscura, con los matices poco marcados, menos que en la forma tipo Aquila chrysaetos chrysaetos del norte de Europa.

## Descripción de la subespecie
Las águilas adultas de la subespecie homeyeri tienen la cabeza y la nuca cubiertas con plumas muy características de forma lanceolada y color marrón amarillento, que es dorado en la subespecie chrysaetos, con la particularidad, además, que estas plumas no son en la subespecie ibérica tan alargadas. El dorso de las alas y la espalda son marrones muy oscuros. La cola es oscura hacia el final y algo más clara en el nacimiento, donde está irregularmente franjeada de marrón y gris oscuro con las puntas de las rectrices negras. Cuando se ve al águila por encima a no mucha distancia, se aprecia que el plumaje de la espalda apunta un matiz rojizo y las plumas cobertoras alares, que tienden a parduzco, forman unas manchas blanquecinas que pueden ser bien observadas cuando al planear cerca de un risco, o pared rocosa se ladea para dar la vuelta. Por debajo, las plumas son totalmente marrón oscuro, algo más pálidas que por encima, salvo una zona más clara que se aprecia en el nacimiento de las plumas de vuelo (primarias y secundarias), que forma como una línea diagonal a través del ala y que solo se puede observar bien con los prismáticos cuando el águila sobrevuela planeando. Únicamente muy de cerca o en águilas naturalizadas se puede apreciar el color pardo rojizo de las plumas infracobertoras caudales (bajo el nacimiento de la cola). La cera y las patas son amarillas, el iris de color avellana y el fuerte pico y las uñas negras, aquel más pálido en la base.

### Plumaje
El plumaje de adulto no lo alcanza hasta el sexto año de vida y, naturalmente, pasa antes por varios estados de transición en los que hay una considerable variación en el color, lo que origina confusión al calcular las edades. Los muslos y parte de los tarsos están cubiertos con «pantalones» marrón amarillentos, a veces blancos.
Los jóvenes en su primer año de vida son realmente fáciles de identificar por tener en general el plumaje de color marrón mucho más oscuro que el de los adultos, al extremo de que casi parece negro. Además, la base de las plumas de vuelo, primarias y secundarias, es blanca, lo mismo que la cola, teniendo esta una ancha banda subterminal muy oscura, casi negra. Aunque estos caracteres son visibles tanto por encima como desde abajo, las manchas blancas son menos extensas en el dorso de las alas, ya que prácticamente sólo alcanzan a la base de las plumas primarias, mientras por debajo en algunas juveniles llegan casi hasta el cuerpo. A partir del segundo año los inmaduros pierden gradualmente las manchas blancas hasta que al poseer el plumaje completo de adultos, éstas prácticamente desapareen. Lo mismo sucede con el tercio blanco de la cola, que pasa a estar casi totalmente oscurecido y confundido con la banda terminal, que ahora llega también hasta la punta misma de las rectrices.

### Dimorfismo sexual
Los sexos del Águila Real son semejantes en cuanto al color del plumaje, pero las hembras son algo mayores que los machos y parecen bastante más pesadas. También en el carácter y en las actitudes puede haber alguna distinción de manera que permitan la separación de los sexos, ya que esta no es posible atendiendo sólo al color del plumaje. En general,  parece siempre que el macho se muestra más nervioso en su conducta, estando más tiempo en vuelo que la hembra, que, desde luego, durante la época de la cría, pasa grandes intervalos posada, pero esto también sucede el resto del año. En el invierno el macho realiza muy frecuentes picados sobre el lugar donde habitualmente permanece quieta la hembra. Esta parece volar más reposadamente y cuando la pareja está junta, observándolos atentamente pueden distinguirse por la ligera diferencia de tamaños.

## Reproducción y conservación
El éxito en la reproducción del Águila Real es desgraciadamente muy bajo en la península ibérica. Sin embargo, ha sido aún menor de lo que es actualmente. Las medidas de protección a todas las aves de presa decretadas por el Gobierno palían en gran medida la acelerada caída en la densidad de águilas reales en España. Pero como se trata de una especie que preferentemente habita la alta montaña, allí es difícil que la Ley pueda perseguir a los infractores a menos que la educación cívica y el respeto a la Naturaleza puedan más que el temor a la sanción. El creciente excursionismo de montaña, el alpinismo y lo frecuentados que son ahora lugares antes inaccesibles prácticamente a las personas de toda condición, son también causas de la drástica disminución de esta maravillosa ave de presa que a la vez es muy sensible a cualquier molestia o a la presencia del hombre, siendo esto motivo suficiente para abandonar un nido o una puesta. Se cita el caso de dos nidos abandonados solamente porque a dos kilómetros de distancia se construyó una estrecha pista.

## Distribución
En la península ibérica se halla muy repartida por todos los riscos de las cordilleras, siendo más numerosa en los Pirineos y sierras del Centro y Sur. En la Cordillera Cantábrica, antaño su más importante reducto, ha disminuido drásticamente y un dato notablemente significativo es que, aún no hace muchos años, las águilas reales inmaduras eran observadas con frecuencia incluso cerca de acantilados costeros. Aunque es un ave eminentemente sedentaria, los inmaduros efectúan movimientos de dispersión invernal, viéndose muchas veces águilas reales en zonas alejadas de sus habituales áreas de reproducción. Sin embargo, ya al final del invierno regresan al lugar de nacimiento y merodean por él, emparejándose algunas de estas águilas inmaduras con adultos, aunque naturalmente sin reproducirse, pero a veces construyendo nidos o aportando material a los antiguos como si realmente fueran a criar. Comentando estos desplazamientos de jóvenes águilas, Bernis (1966) señala que en fase dispersiva cabe esperar que algún águila real nacida en el noroeste de África visite de forma ocasional el sur de España. Añade que es muy improbable que recibamos en la Península otros visitantes extranjeros, excepto los del vecino Pirineo francés. Durante el otoño se ve por la Sierra de Aralar (Guipúzcoa-Navarra) un pequeño flujo de águilas reales con dirección al interior de la Península.